# Eupolem d'Etòlia (exèrcit etoli)
Eupolem （en llatí Eupolemus, en grec antic Εὐπόλεμος "Eupólemos") fou un general etoli que va defensar Ambràcia contra l'exèrcit romà de Marc Fulvi Nobílior el 189 aC, segons diu Titus Livi (Ab Urbe Condita XXXVIII, 4, 10).
Quan els etolis van obtenir la pau dels romans fou portat presoner a Roma junt al general en cap dels etolis Nicandre. Després desapareix de la història. Podria ser el mateix personatge que el general Eupolem, que va servir al costat dels romans amb el cònsol Luci Quinti Flaminí.